# Mauthaus (Langenaltheim)
Mauthaus ist ein Gemeindeteil der Gemeinde Langenaltheim im Landkreis Weißenburg-Gunzenhausen (Mittelfranken, Bayern). Mauthaus liegt in der Gemarkung Büttelbronn.

## Lage
Die Einöde liegt im Süden des Landkreises Weißenburg-Gunzenhausen im Naturpark Altmühltal, südwestlich von Langenaltheim auf einer Wiese nahe einem Waldrand in der Weißenburger Alb, einem Höhenzug der Fränkischen Alb. Im Osten liegt der Ort Büttelbronn. Mauthaus liegt an der Bundesstraße 2.

## Geschichte
Im Jahre 1846 waren in Mauthaus zwei Häuser, zwei Familien und zehn Seelen verzeichnet. 1871 lebten die neun Einwohner in vier Gebäuden. Sie besaßen insgesamt zwei Pferde und vier Stück Rindvieh.
Vor der Gemeindegebietsreform in Bayern in den 1970er Jahren war Mauthaus ein Gemeindeteil von Büttelbronn.

## Baudenkmäler
Das ehemalige pfalzbayerische Zoll-, Maut- und Zollwirtshaus mit der Adresse Am Mauthaus 1, ein Walmdachbau von 1788, wurde vom Bayerischen Landesamt für Denkmalpflege unter der Nummer D-5-77-148-43 als Baudenkmal in die Bayerische Denkmalliste eingetragen.